# Mariatorget
Mariatorget – podziemna stacja sztokholmskiego metra, leży w Sztokholmie, w Innerstaden, w dzielnicy Södermalm, w części Södermalm. Na czerwonej linii metra T13 i T14, między Zinkensdamm a Slussen. Dziennie korzysta z niej około 16 700 osób.
Stacja znajduje się na głębokości 20 m między skrzyżowaniami Swedenborgsgatan i Wollmar Yxkullsgatan oraz Torkel Knutssonsgatan i Krukmakargatan. Posiada dwa wyjścia, północne zlokalizowane jest przy Torkel Knutssonsgatan 33 (na rogu z Krukmakargatan), południowe wyjście leży przy Swedenborgsgatan 4 (na rogu z Wollmar Yxkullsgatan).
Otworzono ją 5 kwietnia 1964 jako 48. stację w systemie wraz z odcinkiem T-Centralen-Örnsberg. Posiada jeden peron. Stacja została zaprojektowana przez Olova Blomkvista i Berndta Alfredsa.
18 marca 2008 między Mariatorget i Slussen odkryto pozostawiony dynamit. Znajdował się on tam od ukończenia prac budowlanych na czerwonej linii. Dopóki policja nie usunęła lasek dynamitu, ruch porannych składów metra był całkowicie zawieszony.

## Sztuka
- Ceramika na ścianach peronu, Karin Björquist, Kjell Abramson 1964 i 1979
- Domino, brama z kutego żelaza od Mariatorget, Britt-Louise Sundell, 1964
- Människa och pelare (pol. Człowiek i filar), mała brązowa rzeźba autorstwa Asmunda Arle z 1964. Została 8 razy skradziona.

## Czas przejazdu
| Linia | Stacja        | Czas przejazdu | Stacja                                                    | Czas przejazdu                |
| T13   | Ropsten       | 14 min         | Liljeholmen Slussen Gamla stan T-Centralen Östermalmstorg | 5 min 2 min 4 min 6 min 8 min |
| T13   | Norsborg      | 31 min         | Liljeholmen Slussen Gamla stan T-Centralen Östermalmstorg | 5 min 2 min 4 min 6 min 8 min |
| T14   | Fruängen      | 13 min         | Liljeholmen Slussen Gamla stan T-Centralen Östermalmstorg | 5 min 2 min 4 min 6 min 8 min |
| T14   | Mörby centrum | 21 min         | Liljeholmen Slussen Gamla stan T-Centralen Östermalmstorg | 5 min 2 min 4 min 6 min 8 min |

## Otoczenie
W otoczeniu stacji znajdują się:
| - Maria Beröndecentrum - Björngårdsskolan - Södra Latins gymnasium - S:t Pauluskyrkan - Mariatorget - Söderhöjdskyrkan - Ivar Los Park | - Skinnarviksparken - Bysistarpparken - Målerimuseum - Munchenbryggeriet - Sverige Balettskolan - Riddarfjärdsskolan - Änghästparken |